# 1973.
◄ | 19. stoljeće | 20. stoljeće | 21. stoljeće | ►
◄ | 1940-ih | 1950-ih | 1960-ih | 1970-ih | 1980-ih | 1990-ih | 2000-ih | ►
◄◄ | ◄ | 1970. | 1971. | 1972. | 1973. | 1974. | 1975. | 1976. | ► | ►►
Arhitektura • Astronautika • Astronomija • Biologija • Film • Fotografija • Glazba • Kazalište • Kemija • Kiparstvo • Knjige • Književnost • Kršćanstvo • Meteorologija • Medicina • Planinarstvo • Politika • Pravo • Promet • Slikarstvo • Strip • Šport • Televizija • Znanost • Zrakoplovstvo • Željeznički promet

## Događaji
- 26. listopada – Završen Yomkipurski rat.
- 29. prosinca – U Zagrebu je, nakon dugotrajne izgradnje, svečano otvorena Koncertna dvorana Vatroslava Lisinskog

## Rođenja

### Siječanj – ožujak
- 14. siječnja – Giancarlo Fisichella, talijanski vozač Formule 1
- 3. ožujka – Areta Ćurković, hrvatska glumica
- 9. ožujka – Matteo Salvini, talijanski novinar, političar i ministar unutarnjih poslova Talijanske Republike
- 24. ožujka – Jim Parsons, američki glumac
- 26. ožujka – T.R. Knight, američki glumac
- 26. ožujka – Larry Page, američki informatičar
- 28. ožujka – Mislav Togonal, hrvatski novinar

### Travanj – lipanj
- 3. travnja – Dagur Sigurðsson, islandski rukometaš i trener
- 5. travnja – Pharrell, američki hip-hoper i tekstopisac
- 14. travnja – Adrien Brody, američki glumac
- 20. travnja – Vanja Ilić, hrvatska arhitektica
- 24. travnja – Sachin Tendulkar, indijski igrač kriketa
- 25. travnja – Damir Stojić, hrvatski katolički svećenik
- 30. travnja – Aleksandar Srećković, srpski glumac
- 14. svibnja – Giuliano, hrvatski pjevač
- 16. svibnja – Tori Spelling, američka glumica i spisateljica
- 25. svibnja – Daz Dillinger, američki hip-hoper
- 26. svibnja – Jussi Sydänmaa, finski glazbenik
- 8. lipnja – Lucija Šerbedžija, hrvatska glumica
- 14. lipnja – Ceca, srpska pjevačica
- 15. lipnja – Neil Patrick Harris, američki glumac
- 25. lipnja – Hrvoje Spajić, hrvatski povjesničar
- 26. lipnja – Samuel Benchetrit, francuski književnik, glumac, scenarist i redatelj.

### Srpanj – rujan
- 3. srpnja – Ivana Plechinger, hrvatska pjevačica i voditeljica
- 3. srpnja – Ólafur Stefánsson – islandski rukometaš
- 15. srpnja – Brian Austin Green, američki TV glumac
- 1. kolovoza – Eduardo Noriega, španjolski glumac
- 16. kolovoza – Milan Rapaić, hrvatski nogometaš
- 21. kolovoza – Sergey Brin, američki računalni stručnjak
- 12. rujna – Paul Walker, americki glumac († 2013.)
- 15. rujna – Indira Levak, hrvatska pjevačica
- 18. rujna – James Marsden, američki glumac
- 19. rujna – Đorđe Kukuljica, hrvatski glumac
- 25. rujna – Hrvoje Osvadić, hrvatski filmski producent

### Listopad – prosinac
- 2. listopada – Susana González, meksička glumica
- 10. listopada – Joël Chenal, francuski alpski skijaš
- 11. listopada – Takeshi Kaneshiro, tajvanski i japanski glumac i pjevač
- 13. listopada – Ivan Anušić, hrvatski političar
- 14. listopada – Nas, američki reper
- 25. listopada – Irena Jukić Pranjić, hrvatska filmska i likovna umjetnica
- 26. listopada – Tamara Jurkić Sviben, hrvatska pijanistica i pedagoginja
- 1. studenog – Aishwarya Rai Bachchan, indijska glumica
- 2. studenog – Samir Barać, hrvatski vaterpolist
- 26. studenog – Peter Facinelli, američki glumac
- 3. prosinca – Holly Marie Combs, američka glumica
- 5. prosinca – Sorin Grindeanu, rumunjski statističar, računalni znanstvenik i političar
- 18. prosinca – Antonio Rački, hrvatski skijaški trkač († 2024.)
- 30. prosinca – Nacho Vidal, španjolski pornografski glumac

## Smrti

### Siječanj – ožujak
- 2. siječnja – Ivo Žic-Klačić,  hrvatski književnik (* 1903.)
- 22. siječnja – Lyndon B. Johnson, američki političar i predsjednik (* 1908.)
- 19. veljače – Joseph Szigeti, mađarski violinist (* 1892.)

### Travanj – lipanj
- 8. travnja – Pablo Picasso, španjolski slikar (* 1881.)
- 12. svibnja – Frances Marion, američka scenaristica (* 1888.)
- 16. svibnja – Albert Paris Gutersloh, austrijski književnik i slikar (* 1887.)
- 25. lipnja – Vilko Gecan, hrvatski slikar  (* 1894.)

### Srpanj – rujan
- 20. srpnja – Bruce Lee, hongkongški glumac i majstor borilačkih vještina (* 1940.)
- 1. kolovoza – Walter Ulbricht, njemački političar i državnik (* 1893.)
- 31. kolovoza – John Ford, američki redatelj (* 1875.)
- 2. rujna – John Ronald Reuel Tolkien, engleski književnik (* 1892.)
- 17. rujna – Marijana Radev, hrvatska operna pjevačica (* 1913.)
- 23. rujna – Pablo Neruda, čileanski pjesnik (* 1904.)
- 29. rujna – Wystan Hugh Auden, američki pjesnik engleskog porijekla (* 1907.)

### Listopad – prosinac
- 2. listopada – Paavo Nurmi, finski atletičar, deveterostruki Olimpijski pobjednik (* 1897.)
- 17. listopada – Ingeborg Bachmann, austrijska književnica (* 1926.)
- 22. listopada – Pablo Casals, španjolski violočelist, dirigent i skladatelj (* 1875.)
- 26. listopada – Semjon Buđoni, sovjetski maršal (* 1883.)
- 30. listopada – Veljko Maričić, hrvatski glumac (* 1907.)
- 17. prosinca – Charles Greeley Abbot, američki astrofizičar (* 1872.)
- 23. prosinca – Gerard Kuiper, nizozemsko-američki astronom (* 1905.)

## Nobelova nagrada za 1973. godinu
- Fizika: Leo Esaki, Ivar Giaever i Brian Davon Josephson
- Kemija: Ernst Otto Fischer i Geoffrey Wilkinson
- Fiziologija i medicina: Karl von Frisch, Konrad Lorenz i Nikolaas Tinbergen
- Književnost: Patrick White
- Mir: Henry Kissinger i Le Duc Tho
- Ekonomija: Wassily Leontief

## Vanjske poveznice
|  | Zajednički poslužitelj ima još gradiva o temi 1973. |